# 岩男潤子と荘口彰久のスーパーアニメガヒットTOP10
『岩男潤子と荘口彰久のスーパーアニメガヒットTOP10』（いわおじゅんことそうぐちあきひさのスーパーアニメガヒットトップテン）は、1996年（平成8年）10月12日から1998年（平成10年）3月27日までニッポン放送をキーステーションに3局ネットで放送されていた、生放送のラジオ番組。略称はアニメガ。
タイトルコールでは「岩男潤子と荘口彰久の」の代わりに、「岩男潤子・荘口彰久 in」が頭につく。
パーソナリティは声優の岩男潤子と、当時ニッポン放送のアナウンサーだった荘口彰久。準レギュラーは松澤由実（現・松澤由美）。
なお、本項では当番組の後継番組である『スーパーアニガメシアター』・『アニガメパラダイス』についても扱う。

## 番組概要

### スーパーアニメガヒットTOP10
放送日
1996年（平成8年）10月12日 - 1998年（平成10年）3月27日
第1期 毎週土曜日19:00 - 21:00（生放送、以下同じ）
第2期 毎週金曜日22:00 - 24:30
第3期 毎週金曜日21:00 - 24:30
放送局
ニッポン放送
第1期のみのネット局：西日本放送・四国放送
パーソナリティ
荘口彰久・岩男潤子
- アニソンのカウントダウンを主体とするアニラジで、当初は毎週土曜日19:00 - 21:00の2時間番組であったが、最終的には毎週金曜日21:00 - 24:30の3時間半に拡大された。
- ニッポン放送の看板番組オールナイトニッポンにも何度か出張しており、年越し生放送を行ったこともあった（ただし当時23:30〜25:00は全民放AM・短波局合同の年越し特番『ゆく年くる年』で中断）。
- 第3期のテーマソングの「MID-NITE WARRIORS」は当時デビューしたてでオールナイトニッポンで番組を持っていたT.M.Revolutionの西川貴教が、番組にゲストに来た際この番組のために作成することを約束し、作ったものである。
- 岩男潤子の裏キャラ「悪男づん子」や、『新世紀エヴァンゲリオン』の台詞をつなぎ合わせて制作された「塊のルフラン」などのエピソードを数々残した（外部リンクの残酷宣言を参照)。なお、「悪男づん子」のボイスに関しては残酷宣言でダウンロードできる。
- 第1期アニメガでは、毎週コスプレをして生放送をしており、その写真は毎週ホームページに掲載されたほか、月刊誌『アニラジグランプリ』に転載されていた。
- 松澤由実は、初めてゲストとして登場した際に言われた「また遊びに来てくださいね」という言葉を真に受け、以降ほぼ毎回スタジオに来てしまい、その後正式に準レギュラーとして参加することになった。
- 第1期では、ニッポン放送では番組終了後（20:58）に交通情報を流さなければいけないため、エンディング後にネット局（西日本放送・四国放送）向けに1分間のフリートークコーナーを設けた。ネット局でのCMはなく、すべてNRNラインの音楽のみだった。
- 1997年3月29日にネット局向けの最終回で（ニッポン放送は特別番組放送のため休止し裏送りでの生放送）電話リクエストを行った。この時はネット局エリア（香川県・徳島県）よりも九州地方のリスナーからのリクエストが多かった。同時に関東地方のリスナーからも届いていたのでネット局の電波が関東にも届いている証明にもなっている。
- マスコットキャラクターは、岩男潤子によって“A”をモチーフにデザインされ、アニメガちゃんと名付けられた。なお、PlayStation用ゲームソフト『フォックスジャンクション』（トップス）には、アニメガちゃんが隠しキャラとして登場する。
- 金曜日移転後に放送されていた『銀河鉄道999』のコーナーはABCラジオでも単独番組として毎週日曜24:25 - 24:40の時間帯に[1]時差ネットされていた（生放送分を編集して流していたためかコーナー開始時には「大阪ABCラジオをお聴きのみなさんこんばんは」という挨拶があった）。

以下は当時ADだった小林順（通称：コバジュン、現：（株）ファイ取締役、フリーラジオディレクター）のサイト（残酷宣言：AD日記）で彼自身が語った裏事情の一部。
- 第2期アニメガは1997年8月の首都圏レイティングでは強敵だった文化放送の同時間帯放送番組『FRIDAY SUPER COUNTDOWN 50』を抑え聴取率トップに躍り出る。
- その秋には定期放送のアニラジ番組としては史上空前のゴールデンタイムで3時間半生放送という離れ業をやってのけるが、その直後の岩男潤子の『オールナイトニッポン』での「好きな人がいます」発表、聴取率の緩やかな低下、岩男潤子結婚発表が重なり、チーフディレクター神田比呂志の「華のあるうちに終わらせたい」という意向で1998年3月いっぱいでの終了が決定する。
- "最後のサプライズ"ということで放送終了の告知は最終回前週であった。

（詳しい裏事情は残酷宣言・AD日記参照のこと）

### スーパーアニガメシアター
アニメガ終了1週間前になってアニメガ存続の話が持ち上がり、それを受けて4月から始まった番組。パーソナリティはアニメガと変わらず荘口アナと岩男潤子が勤めた。ただし、スタッフはほぼ総入替えとなり、ディレクターは曽我部哲哉が勤めた。前作アニメガと名前のかわった理由としては、まず一つは前作の神田ディレクターから同一名称使用厳禁のクレームがついたこと。また、前作は主にアニメソングのヒットチャート番組としての位置づけだったのに対して、この番組はアニメ、ゲームをメインとして宣伝していく番組として成立しているからである。因みに“ガメ”とは“Game”の音読みをそのまま当てただけである。
また、放送時期もプロ野球シーズン中だったため、ナイター中継の延長で休止になることが多かった（10分以上遅れると自動的に休止になっていた）。
放送日
1998年（平成10年）4月12日 - 1998年（平成10年）9月
毎週日曜日21:30 - 22:00（録音番組）
放送局
ニッポン放送
パーソナリティ
荘口彰久・岩男潤子

### アニガメパラダイス
スーパーアニガメシアター終了を受けて始まった番組。当初ネット局はなく、ニッポン放送のみで月曜から木曜までの生放送の夜間30分帯番組として放送された。パーソナリティは荘口アナのみとなり、日替わりで曜日ごとに声優のアシスタントが就く形式となる。1999年1月14日よりABCラジオにて木曜分のみネット局生配信。(1999年（平成11年）3月一杯で終了)因みに木曜は第1回放送が横浜ベイスターズのリーグ優勝試合と重なりいきなり中止となった。
野球シーズンとなってアシスタント制が一旦無くなったが、秋に再び復活、LF+R枠となる。しかし2000年3月一杯を以て終了した。この番組の木曜に放送された声優オーディションはKiraKira☆メロディ学園のことであり、第1期分のみ放送されその中には浅野真澄、門脇舞、雛野真代、猪口有佳、徳永愛らがいた。
番組構成
第1期
月曜:アニメ情報番組
火曜:ゲーム情報番組
水曜:アニメソングカウントダウン
木曜:声優オーディション、ラジオドラマ、バンダイ新製品情報
第2期
野球シーズンのためオフ日の月曜のみの放送となった。第1期の総合的内容。初回放送を含め不定期で生放送だったが原則録音放送になる。
第3期
基本的に第2期と変わらず。月曜から水曜の生放送の帯番組に戻った。第3期の放送時間は、今までより20分ずれ、21:30以降まで放送するようになったため、LF+R枠番組となる。但し、火曜のみ毎週アシスタントパーソナリティが異なった。
放送日
第1期
1998年（平成10年）10月5日 - 1999年（平成11年）4月1日 月 - 木 21:00 - 21:30（生放送）
第2期
1999年（平成11年）4月26日 - 1999年（平成11年）9月27日 月 21:00 - 21:30
第3期
1999年（平成11年）10月4日 - 2000年（平成12年）3月22日 月 - 水 21:20 - 21:50（生放送）
放送局
ニッポン放送
パーソナリティ
荘口彰久
アシスタント
第1期
月曜日 桑島法子
火曜日 麻績村まゆ子
水曜日 松澤由美
木曜日 岩男潤子
第2期
なし
第3期
月曜日 麻績村まゆ子
火曜日 週替わり
水曜日 山本麻里安
オープニングテーマ
第1・2期
「KO-KOパラダイス」（PPP）
第3期
「Angel Kiss」（まりまゆ）
エンディングテーマ
第1期
「Fly over to you…夜空をかけて」（岩男潤子）
「ありのままで」（松澤由美）
第3期
「Try to Jump」（CUZU）
この番組が終了した2000年（平成12年）4月から9月までは、キングレコードのプロデューサー大月俊倫と声優の林原めぐみによる『大月PのめぐみとO・SUN・PO』(月 20:00-20:30）が放送された。この番組の終了後、アニラジは『ポケモンアワー』のみ放送されていたが、この番組も2001年3月に終了、それから2002年の10月に『東京キャラクターショーRADIO』（後に『有楽町アニメタウン』にリニューアル）の放送を開始するまでの1年半、ニッポン放送はアニラジの定期放送から一時撤退することとなる。

### 特別番組

#### 第1回スーパーアニメパラダイス
1996年（平成8年）1月1日の早朝1時から5時にかけて生放送された番組。放送時は『オールナイトニッポン・ニューイヤースペシャル 人気声優総登場 スーパーアニメパラダイス』が正式名称であった。第2回があったのでここでは便宜上第1回とする。なお、第2回は『スーパー"アニメガ"パラダイス』となっており便宜上この第1回も『スーパー"アニメガ"パラダイス』の名称で呼ばれることが多いが、ジングルでは「スーパー"アニメ"パラダイス」と言っており、ここではそのまま表記する。
パーソナリティは林原めぐみと荘口彰久。ゲストの声優陣は丹下桜、池澤春菜、小西寛子、置鮎龍太郎、緑川光、高戸靖広、松本保典、平松晶子、永島由子、岩男潤子、阪口大助、および纏め役としてショッカーO野がニッポン放送3F別会場にて直接参加。そこからスタジオへ個々にゲストとして呼ばれて放送に出演した。また、ボイスメッセージやミニオールナイトニッポン（番組内番組）また、参加できなかった代わりのボイスメッセージとして三石琴乃、山口勝平、堀江美都子、椎名へきる、荒木香恵、子安武人、松井菜桜子、白鳥由里、久川綾、篠原恵美、野沢雅子、野上ゆかな、岩永哲哉、田中真弓、宮村優子、折笠愛、矢島晶子、水谷優子が参加。生電話では富沢美智恵、および山寺宏一・かないみか夫妻が参加。また、放送中に川崎ヒロユキからFAXが届いたりするなど、業界関係者からのメッセージも何件か届いた。
番組構成としては林原、荘口がリスナーからのFAXを読みつつ要所要所でボイスメッセージ+その声優の持ち曲一曲を流すというのを基本スタイルとして、時折スタジオにゲストを呼んで話をし、そのゲストの持ち曲を一曲流したり、ミニドラマを流したりといった内容であった。丹下桜や池澤春菜、小西寛子なども新人の時期に出演しており、番組内コーナーの"30秒記者会見"で、焦った丹下が「今日の下着の色は？」と聞かれて即答で「白」と答えたりするエピソードなどもあった（ちなみに同じ質問で池澤は少し考えて「ピンク」、小西は「ご想像にお任せします」だった）。

#### 第2回スーパーアニメガパラダイス
1996年（平成8年）12月30日の25:00～29:00にかけて生放送されたアニメガの出張版。オールナイトニッポン1部(25:00~27:00)及び2部(27:00~29:00)の枠をフルに使って放送された。正式名称は「オールナイトニッポンスペシャル 第2回 人気声優総登場 スーパーアニメガパラダイス」であった。パーソナリティは荘口アナと岩男潤子。第1部のみ富永み～ながゲストパーソナリティ(本人曰くコメンテーター)で参加した。
ゲストは声優では宮村優子、緒方恵美、丹下桜、桑島法子、大野まりな、豊嶋真千子、前田このみ、業界関係者として佐藤竜雄、後藤圭二、植田基生らがスタジオに登場、ボイスメッセージとして林原めぐみ、久川綾が登場した。桑島法子は「機動戦艦ナデシコ」でブレイクしたばかりの新人時代であり、オーディションに合格した当時の心境や、現在の心境などを初々しくも赤裸々なトークを展開していた。また、桑島、豊嶋、大野、前田の4名は"青二プロイチオシの新人"として出演した。この中で大野まりなが「18禁作品に出てみたい」と発言しており、後にこれが実現することとなる。
番組構成としては第1回と同じようにゲストに呼んだ声優とトーク+声優の曲の放送が基本ではあるが、第1部のトークに関してはそのテーマに関して番組で用意した箱の中に入っているお題に沿ってゲストに話をさせた。また、"リスナー参加型ラジオドラマ"(ドラマの節ごとの選択肢に対してリスナーが投票しリアルタイムで進行していくドラマ)として「探偵 神宮寺三郎」が放送された。
第2部は主に業界関係者のトークをメインとして彼等に対する質問を受ける「アニメガ電話相談室」を上記新人声優が受けるという形で進行した。

## 主なコーナー
- アニメトライアルシアター（笠原弘子・荘口彰久） → アニメトークシアター（松澤由実・荘口彰久）
- ミニミニインフォメーション（ジングルと一体）
- メガメガゲームランド
- メガメガ生ゲスト（ゲストコーナー）
- るろうに剣心アニメガプロジェクト
- 次回予告（悪男づん子）BGMは「トップをねらえ!」のガンバスター登場シーンのBGMであった。

## ラジオドラマ

### スーパーアニメガヒットTOP10
- KEY THE METAL IDOL
- スクランブルエッグ
- 冒険ラジオムービー
  - 後編は2通り用意されており、前編放送後に聴取者からの投票で選ばれた方のみが放送される。
- ひざの上の同居人（パートナー） スーパーアニメガエディット 子猫たちのパラダイス
- ダブルバインド～The Looking Glass Of Perfect Blue～
  - 映画「パーフェクトブルー」とは異なる視点からみたストーリーのドラマ。
- 銀河鉄道999

### スーパーアニガメシアター
- 解決ダイバマン
  - ダイバマン：荘口彰久アナウンサー（当時） ヒロイン：岩男潤子 怪人：垣花正アナウンサー

### アニガメパラダイス
- KiraKira☆メロディ学園
- 魔装機神サイバスター
  - 設定・声優は、原作・アニメと異なる。

## 歴史
- 1996年（平成8年）
  - 1月1日 - 「第1回スーパーアニメパラダイス」が元旦朝1:00から4:30までオールナイトニッポン枠で放送。パーソナリティは荘口と林原めぐみ。ゲストで岩男潤子出演。荘口アナアニメ番組初司会。
  - 10月12日 - 「スーパーアニメガヒットTOP10」放送開始（第1期アニメガ）
  - 12月30日 - 「第2回スーパーアニメ"ガ"パラダイス」を1:00～5:00の間のオールナイトニッポン枠で放送。パーソナリティは荘口と岩男潤子。
- 1997年（平成9年）
  - 4月11日 - 毎週金曜日22:00 - 24:30に移動・時間拡大 ネットを解消（第2期アニメガ）
  - 7月13日 - 夏のアニメガちゃんまつり&KEY THE METAL IDOL完結記念イベント開催（東京厚生年金会館）
  - 8月15日 - アニメガちゃんお楽しみ会（タカシマヤタイムズスクエア）
  - 10月10日 - 21:00 - 24:30に拡大 テーマ曲を「MID-NITE WARRIORS」（T.M.Revolution）に変更（第3期アニメガ）
  - 10月23日 - 岩男潤子のオールナイトニッポン 放送
  - 12月7日 - 第2回冬のアニメガちゃん祭り開催（有明レインボーシアター）
- 1998年（平成10年）
  - 3月27日 - 番組終了
  - 4月12日 - 「スーパーアニガメシアター」放送開始
  - 9月 番組終了
  - 10月5日 - 「アニガメパラダイス」放送開始
  - 12月29日 - アニメ紅白歌合戦1998開催（東京国際フォーラム）
- 1999年（平成11年）
  - 4月26日 - 毎週月曜日 21:00 - 21:30に移動 (第2期アニガメ)
  - 10月4日 - 月-水 21:20 - 21:50に移動、LF+R枠に組み込まれる (第3期アニガメ)
  - 12月27日 - 20世紀アニメ紅白歌合戦開催（日本武道館）
- 2000年（平成12年）
  - 3月22日 - 番組終了